# 瓦达吉尔区
瓦达吉尔区，又稱梅迪納區（Degmada Medina）或馬迪納區（Degmada Madina），是索馬利亞的一個區，位於該國東南方的巴納迪爾州，管轄區域包含索馬利亞首都摩加迪休部分東南方地區。
索馬利亞國立大學、前美國大使館、前Jaalle Ziyad軍事學院皆位於此區。
現任的區專員Ahmed Abdulle Afrah於2014年4月25日接任Ahmed Hassan Daaci，為此區的區專員。Daaci先前已經擔任這個職位8年。

## 外部鏈結
- Districts of Somalia （页面存档备份，存于）
- 瓦达吉尔区行政區域圖 （页面存档备份，存于）